# Lastaurus anthracinus
Lastaurus anthracinus är en tvåvingeart som först beskrevs av Friedrich Hermann Loew 1851.  Lastaurus anthracinus ingår i släktet Lastaurus och familjen rovflugor. Inga underarter finns listade i Catalogue of Life.